# Lijst van kloosters in Nederland
In de lijst van kloosters in Nederland worden alle kloosters, abdijen, conventen, priorijen en uithuizen opgenomen die in Nederland staan of hebben gestaan.

## Kloosters in Nederland

### Drenthe
| plaats           | naam, organisatie(s) en archief                                                    | vanaf        | tot   |
| ---------------- | ---------------------------------------------------------------------------------- | ------------ | ----- |
| Assen            | Augustijnenklooster, Dr. Nassaulaan.                                               |              |       |
| Dickninge        | Benedictijner klooster                                                             |              |       |
| Emmen            | Karmelietenklooster, Wendeling.                                                    |              |       |
| Emmer-Compascuum | "St. Alphonsus" van de Zusters van O.L. Vrouw van Amersfoort, Hoofdkanaal OZ 81-82 | 1914 of 1925 | 1993+ |
| Ruinen           | Benedictijner klooster                                                             |              |       |
| Weiteveen        | Franciscanessen                                                                    | 1930         | 1995  |

### Friesland
| plaats                   | naam, organisatie(s) en archief | vanaf        | tot      |
| ------------------------ | --- | ------------ | -------- |
| Aalsum                   | Maria in Bethlehem, vrouwenklooster te Aalsum bij Akkrum, volgens sommige berichten een dubbelklooster, opgeheven in 1580, na brand in 1521 herbouwd, vóór 1529 overgegaan naar de derde orde van Sint Franciscus (Grauwe Begijnen).                                                                         | 1438-        | 1580     |
| Achlum                   | priorij van regularissen, 1572 verwoest door de geuzen. | 1260-        | 1572     |
| Akkrum                   | Nes, monnikenklooster van de Duitse Orde. | 1243         | 1580     |
| Anjum                    | Mariënberg proosdij van augustijner koorheren | 1256         | 1580     |
| Augustinusga             | Jeruzalem of Gerkesklooster bij, mannenklooster, sloot zich aan bij de cisterciënzers en stelde zich onder het gezag van de abt van Klaarkamp | ca. 1240     | 1610     |
| Baijum                   | Sint-Michaelsberg of Monnikebajum, priorij van premonstratenzer vrouwen | 1186         | 1580     |
| Bakhuizen                | Barmhartige Zusters van Sint-Carolus Borromeus | 1939         |          |
| Beers                    | Westerwird tussen Beers en Jorwerd, mogelijk nonnenklooster, genoemd 1287, later een uithof. |              |          |
| Bergum                   | Barraconvent, Bergklooster of St.-Nicolaasconvent, dubbelklooster van augustijner koorheren en regularissen, | 12XX         | 1580     |
| Bergum                   | Bergum, regularissen onder leiding van de dominicanen te Leeuwarden; vermoedelijk voortzetting van de bestaande gemeenschap van regularissen | 1399         |          |
| Bergum                   | vrouwenklooster van tertiarissen, gesticht in 1518 vanuit Aalsum. | 1518         |          |
| Berlikum                 | Berlikum, gemeenschap van Broeders van het Gemene Leven | ca. 1482     |          |
| Blauwhuis                | Arme Zusters van het Goddelijk Kind | 1904         |          |
| Blesdijke                | Maria en Agnes, vrouwenklooster behorend tot de derde orde van Sint Franciscus. | 1446-        |          |
| Bolsward                 | Oldeklooster, Bloemkamp of Floridus campus te Hartwerd bij Bolsward, cisterciënzer mannenklooster, gesticht vanuit Klaarkam | 1191         | 1580     |
| Bolsward                 | Zusterhuis van de Zusters Franciscanessen van Bennebroek, de Dijkstraat | 1851         | 1866     |
| Bolsward                 | Heilige Geestklooster, vermoedelijk priorij van regularissen bij de Snekerpoort, |              | 1581     |
| Bolsward                 | behorend tot de gaudenten; de gebouwen 1575 verkocht aan het Haskerconvent, ca. 1580 gesloopt, de kerk bleef behouden. | ca. 1280     | 1572     |
| Bolsward                 | Bolsward van de orde der Maristen Paters Maristen / Broeders Maristen) | 1954-        | 1957+    |
| Bolsward                 | Franciscanessen van Bennebroek | 1850         |          |
| Boornbergum;             | Smalle Ee, Smelna of Onser Lyewe Vrouwen Smelligeraconvent bij benedictijns nonnenklooster, ca. 1400-1580, gesticht voor 1326 als dubbelklooster van augustijner koorheren en regularissen. De monniken vertrokken ca. 1400 naar het uithof Vlierbos                                                         | 1326         | 1580     |
| Boornbergum              | Vlierbos of Vleerbos, benedictijns monnikenklooster te Smalle Ee bij, gesticht door monniken van Smalle Ee | ca. 1400     | 1580     |
| Burum                    | Galilea, cisterciënzer vrouwenklooster (dochter van Jeruzalem uit Gerkesklooster), waarsch. eind 13e eeuw - 1580; kort daarna gesloopt. | 12XX         | 1580     |
| Dantumawoude             | Onze Lieve Vrouwe ter Berge of Sionsberg, priorij van premonstratenzer vrouwen | 1332-        | 1580     |
| Drachten                 | Karmelklooster van de ongeschoeide karmelietessen | 1935         | 1993     |
| Drachten                 | Minderbroedersklooster met uithoven te Oosterwolde, Gorredijk, Bergum,St.-Jacobiparochie, Roden, Beilen en Appingedam | 1933         | 1970     |
| Drachten                 | Kleine Zusters van Sint Jozef | 1943         |          |
| Drachten                 | klooster van de Monialen van de karmelieten, Burgemeester Wuiteweg | 1943         |          |
| Dokkum                   | Sint-Bonifatiusklooster, ontstaan ca. 760 als een kapittel (van augustijner koorheren, vanuit Mariëngaarde omgezet tot proosdij van premonstratenzer mannen, ca. 1170 | 760          | 1580     |
| Drogeham                 | Buweklooster, Sepulchro Sanctae Mariae of Maria's graf, priorij van premonstratenzer vrouwen | 1242         |          |
| Ferwerd                  | Bethanië of Foswerd, benedictijns nonnenklooster of dubbelklooster gewijd aan Johannes de Doper, | 1180-        | 1580;    |
| Franeker                 | Maria's Zonnebloem of Solsequium Mariae ', kruisbroederklooster; in het gebouw was later de Hogeschool gevestigd. | 1464         | 1580     |
| Franeker                 | Franciscanessen van Bennebroek | 1853         |          |
| Hallum                   | Genezareth of Nazareth te Gennaard (Garnewerth), cisterciënzer vrouwenklooster, gesticht vanuit Klaarkamp | 1191         | 1580     |
| Hallum                   | Mariëngaarde, premonstratenzer mannenklooster | 1163         | 1570     |
| Harlingen                | Sint Anna van de Zusters Franciscanessen van Bennebroek, Romastraat klooster (1855-1897, Hofstraat 19 (1897-1982) | 1870         | 1976     |
| Harlingen                | Zusters van Sint Jozef | 1915         |          |
| Hartwerd                 | Oegeklooster, Ogaclaster of Mariënpoort, vrouwenklooster van de derde orde van Sint Franciscus (Grauwe Begijnen), 1411-1572; oorspronkelijk een uithof van Bloemkamp, 1411 verhuurd aan de tertiarissen; herbouwd na brand in 1497; verwoest door de geuzen.                                                 | 1411         | 1572     |
| Haskerdijken             | Haskerconvent of Maria's Rozendal, klooster van augustijner koorheren | ca. 1235     | 1579     |
| Hemelum                  | Sint-Nicolaasklooster', benedictijns nonnenklooster, onder bestuur van de abt van het St. Odulfusklooster te Stavoren | 1245-        | ca. 1550 |
| Hemelum                  | Mariëndal benedictijns monnikenklooster | ca. 1415     | 1480     |
| Heerenveen               | Franciscanessen van de H. Martelaar Georgius | 1951         |          |
| Idzega                   | Nazareth, vrouwenklooster van de augustinessen van de derde regel | 1483         | 1580     |
| Joure                    | Zusters van Sint Jozef | 1929         |          |
| Katrijp                  | Steenkerk of Mariënbos bij Terband. | ca. 1375     | 1514     |
| Leeuwarden               | Sint-Dominicusklooster, dominicanenklooster; werd in 1578 door de hervormden geconfisqueerd, hier vergaderde geregeld de landdag tot 1594. | 1245         | 1580     |
| Leeuwarden               | Sint-Catharinaklooster, Nieuwe of Witte Nonnenklooster, dominicanessenklooster in de Bonte Papesteeg, gesticht als klooster van tertiarissen (derde orde) en gewijd aan de H. Catharina van Siena, maar 1523 overgegaan tot de tweede (strengere) orde. de oude kerk werd in 1657 ingericht tot Waalse kerk. | ca. 1509     | 1580     |
| Leeuwarden               | Galileaklooster, franciscaner monniken; behorend tot de observanten; aanvankelijk buiten de stad (Oud Galileën of Oude Galleijen), in 1498 afgebroken en binnen de stad herbouwd. | 1457         | 1580     |
| Leeuwarden               | Sint-Annaklooster of Grauwe Begijnen, 1510 de zusters traden vóór 1529 toe tot de derde orde van Sint Franciscus; de kerk stond bekend onder de naam begijnenkerk. Voorlopers hiervan waren mogelijk de begijnen, vermeld te Leeuwarden in 1285.                                                             | ca. 1285     | 1529+    |
| Leeuwarden               | Zusters van het Gemene Leven te Fiswerd, vanaf ca. 1470; het klooster kwam in 1510 binnen de stad; de zusters gingen vóór 1529 over naar de tertiarissen. | ca. 1470     | 1529     |
| Leeuwarden               | H. Fredericus van de Zusters van Liefde van Tilburg, Ooster Kruisstraat of Weeshuisstraat | 1786         | 1938     |
| Leeuwarden               | Grote Kerkstraat, Franciscanessen van Bennebroek | 1851         |          |
| Leeuwarden               | Franciscanessen van Münster-Mauritz | 1850         |          |
| Leeuwarden               | Amelandshuis, Zusters van Liefde van Jezus en Maria | 1860         |          |
| Lidlum                   | Mariëndal te bij Tzummarum, premonstratenzer mannenklooster, Verwoest in 1572 | 1182         | 1580     |
| Marssum                  | Franjum (Franjumerburen), benedictijns nonnenklooster, vóór 1270 bij gebrek aan een abt geïncorporeerd bij het premonstratenzerklooster te Lidlum. De zusters vertrokken naar Baijum | 1270         |          |
| Metslawier               | Weerd, Waard of Mariënbos, priorij van premonstratenzer vrouwen; in 1569 verbrand door de watergeuzen | 1326-        | 1580     |
| Midlum                   | Ludingakerke onder Harlingen, proosdij van augustijner koorheren, gewijd aan St. Martinus | 1157         | 1580     |
| Niawier                  | Sion of Onze Lieve Vrouwe ten Dale, cisterciënzer vrouwenklooster, gesticht vanuit Klaarkamp. | 1200-        | 1580     |
| Oosterwolde              | Franciscanessen van de Heilige Familie | 1957         |          |
| Oudkerk                  | Bethlehem of Bartlehiem aan de Dokkumer Ee, priorij van premonstratenzer vrouwen | ca. 1163     | 1580     |
| Oudeschoot               | Sint-Nicolaasconvent te Schoten, monnikenklooster van de Duitse Orde; ondergeschikt aan Nes. | 1472-        | 1580     |
| Oudwoude                 | Veenklooster, Montis Olivetti of Olijfberg, priorij van premonstratenzer vrouwen. | 1287–        | 1579     |
| Pingjum                  | Vinea Domini of Wijngaard des Heren, priorij van premonstratenzer vrouwen 1186-1287, mannenklooster, 1287-1570 | 1186         | 1570     |
| Poppingawier             | Engwerd, vrouwenklooster behorend tot de derde orde van Sint Franciscus (grauwe begijnen), 1484 overgelaten aan de tertiarissen van Aalsum. | 1478         | 1580     |
| Rinsumageest             | Klaarkamp, cisterciënzer mannenklooster, gesticht vanuit Clairvaux en Riddagshausen (bij Braunschweig | 1165         | 1580     |
| Rijs                     | Mooi Gaasterland van de Dochters van Onze Lieve Vrouw van het Heilig Hart | 1947         | 2011     |
| Rijs                     | Franciscanessen van Münster-Mauritz | 1927         | 1941     |
| Scharnegoutum            | Nijeklooster of Aula Dei (Gods Hof), cisterciënzer vrouwenklooster, gesticht vanuit Bloemkamp, | 1233         | 1580     |
| Siegerswoude'            | Sinaï te onder Garijp, priorij van regularissen | 1482         | 1580     |
| Sint-Bonifatiushospitaal | Franciscanessen van Münster-Mauritz | 1883         |          |
| Sloten                   | Sloten van de augustijner heremieten, tijdelijke vestiging, | ca. 1475.    | ca. 1475 |
| Sneek                    | Hospitaalklooster of Sint-Jansberg (Bergklooster), johannieter commanderij voor mannen, de gebouwen werden in 1572 door de burgers afgebroken. | ca. 1300     | 1580     |
| Sneek                    | Oude Hospitaalklooster, vermoedelijk zusterklooster van de orde van Sint-Antonius, in 1294 verbrand. | 1206+        | ca. 1400 |
| Sneek                    | Tertianen, mannenklooster, behorend tot de derde orde van Sint Franciscus. | 1462         | 1464     |
| Sneek                    | zusterhuis bij het, ziekenhuis, Barmhartige Zusters van Sint-Carolus Borromeus | 1903         |          |
| Sneek                    | Thabor, oorspronkelijk Abert te Tirns bij, priorij van augustijner koorheren | 1406         | 1580     |
| Sneek                    | Jerusalem mannenklooster, gesticht 1462 door de tertianen (derde orde van Sint Franciscus), in 1464 overgegaan naar de kruisbroeders, 1464-1576; gevestigd op het terrein van het Oude Hospitaal, in 1580 omgezet in een weeshuis                                                                            | 1462         | 1580-    |
| Sneek                    | Groendijk of Olijfberg bij, vrouwenklooster; vóór 1474 overgegaan naar de derde orde van Sint Franciscus (Grauwe Begijnen). De kloostergebouwen waren gelegen op de Sytsingawier; gesloopt 1572 en in 1580 aan de stad vervallen, later joodse begraafplaats.                                                | 1463         | 1572     |
| Sneek                    | Leeuwarderdijk, Zusters van de Sociëteit van Jezus, Maria en Jozef | 1881         |          |
| Stavoren                 | Sint-Odulfusklooster te Stavoren, benedictijns monnikenklooster | 1132         | 1495     |
| Stavoren                 | Stavoren, priorij van regularissen, opgeheven 1552, de laatste zusters gingen naar Tzummarum |              | 1552     |
| Terband                  | Steenkerk of Marienbos teKatrijp, cisterciënzer vrouwenklooster, vermoedelijk gesticht vanuit Bloemkamp, onder incorporatie van de parochiekerk van Katrijp, | 1301         | 1580     |
| Tzum                     | Bethanië te Miedum, klooster van begijnen, door watervloed van 1287 beschadigd, 1289 opgeheven |              | 1289     |
| Tzummarum                | Bethanië, priorij van regularissen, verbrand 1572 | 1474         | 1572     |
| IJlst                    | IJst, monnikenklooster van de karmelieten, de parochiekerk was bij het klooster geïncorporeerd | 1387 of 1388 | 1580     |
| Witmarsum                | mannenklooster van de augustijner heremieten | 1903         | 19XX     |
| Wolvega                  | Zusters van Sint Jozef | 1934         | 1982     |
| Workum                   | Mariënakker, vrouwenklooster; vóór 1519 overgegaan naar de derde orde van Sint Franciscus. | 1457-        | 1580     |
| Workum                   | Sint-Ursulaklooster, kartuizerklooster te It Heidenskip | ca. 1520     | 1553-    |
| Workum                   | Zusters van de Sociëteit van Jezus, Maria en Jozef | 1887         |          |
| Workum                   | Workum, missiestatie | 1630         | 1646     |
| Woudsend                 | monnikenklooster van de karmelieten, gewijd aan Maria en Michael; de parochiekerk was bij het klooster geïncorporeerd. | 1476-        | 1593     |

### Gelderland
| plaats          | naam, organisatie(s) en archief | vanaf | tot      |
| --------------- | --- | ----- | -------- |
| Arnhem          | "Insula Dei" van de Zusters van Liefde van Tilburg, Walburgplein 18 | 1863  | 1944     |
| Arnhem          | Karmelietenklooster, Jan van Riebeeckstraat. |       |          |
| Arnhem          | Karmelietenklooster, Sloetstraat |       |          |
| Arnhem          | Carmel ‘Nazareth” klooster van de monialen van de Karmelieten, Bakenbergseweg |       |          |
| Arnhem          | Abdij Koningsoord van de Trappistinnen. Voorheen gevestigd in de Abdij O.L. Vrouw van Koningsoord in Berkel-Enschot.                                                                            | 1990  |          |
| Babberich       | Franciscanessen | 1917  |          |
| Beek (Ubbergen) | Notre Dame des Anges bij Villa Ter Meer (Reguliere) Kanunnikessen van de H. Augustinus | 1903  | 1971     |
| Beek (Ubbergen) | zusterhuis Zusters van de Choorstraat | 1941  | 1954     |
| Berg en Dal     | Broederhuis van de Broeders van Huijbergen | 1961- | 1961+    |
| Berg en Dal     | broederhuis Broeders van Barmhartigheid van Sint Joannes de Deo, Zevenheuvelenweg 54 | 1960  | 1968     |
| Borculo         | "Klein Borculo" van de Broeders van Amsterdam (1898-1908) daarna de Fraters van Utrecht (1908-19xx), Wessel van Eylllaan 15                                                                     | 1898  | 1978+    |
| Brummen         | 'Schoonaerde' van de Derde Orde (minderbroeders) van de Franciscanen, Engelenburglaan | 1945  | 1978     |
| Culemborg       | Zusterhuis van de Zusters van JMJ, Ridderstraat | 1852  |          |
| Doetinchem      | Sint-Willibrordsabdij van de Benedictijnen, landgoed Slangenburg | 1945  |          |
| Groenlo         | Klooster St. Jozeph van de Zusters Franciscanessen van Mariadal (1846-1994), Nieuwstad 14 | 1863  | jaren 80 |
| Groesbeek       | Mariëndaal klooster, Hoflaan |       |          |
| Hattem          | Klooster van de Congregatie van de Heilige Geest | 1957  | 1970     |
| Hierden         | De Essenburgh Priorij van de Norbertijnen, Zuiderzeestraatweg | 1950  |          |
| Huissen         | Dominicanenklooster Huissen, Stadsdam 1 | 1858  | 2024     |
| Lievelde        | klooster van de Paters Maristen (Lievelde-Lichtenvoorden) | 1950  | 1958+    |
| Nijmegen        | Klooster Brakkenstein, moederhuis van de Congregatie van het Heilig Sacrament | 1904  |          |
| Nijmegen        | Hessenberg sinds 1817 van de Broeders van Amsterdam, Doddendaal, Kroonstraat 150 | 1817  | 1953     |
| Nijmegen        | 'Mater Dei' van de Dominicanessen van de H. Familie, per 1911 Rosastichting, Dennenstraat 95-101 te Neerbosch (1850-1910), en Ursulinen van de Romeinse Unie, Berg en Dalseweg 209 (1910-1986 ) | 1848  | 1986     |
| Nijmegen        | Sint Dominicus Neerbosch van de orde der Dominicanen, Nieuwstraat, vanaf 1925 Dennenstraat 135                                                                                                  | 1856  | 1988+    |
| Nijmegen        | Berchmanianum van de orde der Jezuïeten, Houtlaan 4 | 1928  | 2016     |
| Nijmegen        | Canisius van de orde der Jezuïeten (voortzetting van het te Sittard vanaf 1851), Berg en Dalseweg                                                                                               | 1898  | 1967     |
| Nijmegen        | klooster "St.Anna" en "de Notre Dame" van de Dochters van O.L. Vrouw), Dobbelmannweg 1 | 1911  | 1931     |
| Nijmegen        | Neboklooster van de Paters Redemptoristen, Sionsweg 2 / Groesbeekseweg | 1928  | 1969     |
| Nijmegen        | Sint Magdalena van de Dienaressen van het Allerheiligst Sacrament Dienaressen van het Heilig Sacrament., Burchtstraat (1919-1927) en Ottengas (1927-1998)                                       | 1919  | 1998     |
| Nijmegen        | St. Theresiaklooster van de Zusters van Liefde (Schijndel), Biezenstraat 131 | 1929  | 1993     |
| Nijmegen        | zusterhuis van de Zusters van JMJ, Groesbeekseweg 351 | 1924  | 1950+    |
| Nijmegen        | Filles de la Sagesse van de Dochters der Wijsheid, Groesbeekseweg 152 en Archipelstraat 12 | 1947- | 1950+    |
| Nijmegen        | Maria Assumpta van de Paters Maristen, Sophiaweg | 1955  | 1955+    |
| Nijmegen        | St. Jozef van de Zusters van de Choorstraat, Hengstdal | 1957- | 2010+    |
| Nijmegen        | "De Westerhelling" van de Paters Maristen, Sophiaweg | 1962- | 1973+    |
| Nijmegen        | broederhuis van de Broeders van Liefde / Broeders van Maastricht, Weg door Jonkerbosch | 1957- | 1974+    |
| Nijmegen        | Augustijnenklooster, Graafseweg. |       |          |
| Nijmegen        | Karmelietenklooster, Kronenburgersingel. |       |          |
| Nijmegen        | Karmelietenklooster, Sloetstraat. |       |          |
| Nijmegen        | Karmelietenklooster, Groesbeekseweg 97. |       |          |
| Nijmegen        | Karmelietenklooster, Groesbeekseweg 51. |       |          |
| Nijmegen        | klooster van de Monialen van de Karmelieten, Carmelweg. |       |          |
| Oosterbeek      | St. Paula van de Kleine Zusters van de Heilige Joseph van Heerlen van 1966 tot 1980, Nico Bovenweg 44                                                                                           | 1966  | 1980+    |
| 's-Heerenberg   | Don Rua van de order der Salesianen van Don Bosco | 1959  | 1971     |
| Silvolde        | Sint Clara van de Zusters Franciscanessen van Heythuysen |       |          |
| Twello          | ’t Wezenveld van de orde der Salesianen van Don Bosco | 1937+ | 1988     |
| Ubbergen        | Notre Dame des Anges van de Kanunnikessen van de H. Augustinus | 1927- | 1965+    |
| Ugchelen        | Don Bosco van de order der Salesianen van Don Bosco | 1937  | 1962+    |
| Velp            | zusterhuis "De goede Herder of Larenstein" van de Zusters van de Goede Herder | 1892  | 1973     |
| Wehl            | Sint Martinus van de Broeders van Maastricht, Raadhuisplein | 1934- | 2005-    |
| Wehl            | Maria van de Zusters van Julie Postel, Nieuw Wehlseweg, Nieuw-Wehl | 1934  | 1963     |
| Weurt           | Franciscanessen | 1911  |          |
| Zevenaar        | Sint Stanislaus van de broeders van Maastricht, Babberichseweg | 1939- | 2002+    |
| Zutphen         | H. Hubertus Zusters van Liefde van Tilburg, Isendoornstraat | 1851+ |          |

### Groningen
| plaats        | naam, organisatie(s) en archief                               | vanaf    | tot  |
| ------------- | ------------------------------------------------------------- | -------- | ---- |
| Aduard        | Cisterciënzer monniken                                        | 1192     |      |
| Appingendam   | klooster                                                      |          |      |
| Baamsum       | Grijze monniken klooster of Menteme                           | ca. 1299 | 1577 |
| Essen         | Yesse nonnenklooster                                          | 1216     | 1589 |
| Groningen     | Fraterhuis klooster van de Dominicanen                        | 1432     |      |
| Heiligerlee   | ‘’’Mons Sinai’’’, Nonnenklooster                              | 1204     |      |
| Kloosterburen | Oldeklooster in de Marne van de Norbertijenen                 | 1175     |      |
| Midwolda      | Grijze vrouwen nonnenklooster, weg fundamenten aanwezig       | 1259     | 1574 |
| Nieuwolde     | Menterwolde Abdij of Campus Silvae, Cistercienzer monniken    | 1220     | 1299 |
| Oldenklooster | Feldwerd van de Benedictijnen bij Den Dam                     | ca. 1183 | 1617 |
| Palmaer       | Porta Sanctie Maria Palmar                                    |          |      |
| Rottum        | Juliana(van Nicomedie) klooster, benedictijner monniken, weg  | ca. 1226 | 1586 |
| Schildwolde   | Maria genade klooster                                         | 1204     |      |
| Selwerd       | Silve Abdij, dubbelklooster, Benedictijnen                    | ca. 1207 | 1585 |
| Sint-Annen    | Sint Anna of klein Aduard, nonnenklooster                     | 1340     |      |
| Thesinge      | Germania                                                      | ca. 1185 | 1627 |
| Ten Boer      | Nonnenklooster, kloosterkerk als parochiekerk rest afgebroken | ca. 1301 | 1485 |
| Ter Apel      | Apelscha                                                      | 1290     |      |
| Trimunt       | in Tribus Montibus Klooster                                   | 1208     | 1604 |
| Wittewierum   | Floridus Hortus of Bloemhof, monnikenklooster                 | 1208     |      |

### Limburg
| plaats            | naam, organisatie(s) en archief | vanaf    | tot       |
| ----------------- | --- | -------- | --------- |
| Amstenrade        | St. Jozefklooster, Arme Dienstmaagden van Jezus Christus, Kloosterberg 3 | 1859     | 1980~1985 |
| Arcen             | St. Josef klooster van de Missionarissen van Mariannhill, Rijksweg of Klein Vink 1                                                                                               | 1911     | 1985      |
| Baexem            | St. Magdelena van de Dominicanessen | 1946-    | 1948+     |
| Beek              | klooster van de Monialen van de Karmeliettessen, Carmelstraat |          |           |
| Bemelen           | klooster |          |           |
| Brunssum          | klooster van de Zusters Franciscanessen van Heythuysen, Kloosterstraat 15 of 54                                                                                                  | 1860     | 1921      |
| Brunssum          | St. Clemensabdij van de Karmelieten in de Brunssum-Merkelbeek | 1923-    | 1933+     |
| Brunssum          | Sint Benedictus Priorij van de Benedictijnen |          |           |
| Bunde             | Huize "Overbunde" van de Zusters Franciscanessen van Heythuysen van 1876 tot 1977, Kloosterweg 58                                                                                | 1876     | 1979+     |
| Cadier en Keer    | St. Jozef (st joep) Priestercongregatie van het Heilig Hart van Jezus, Pater Kustersweg 8                                                                                        | 1912     | 1988+     |
| Echt              | zusterhuis van de Ursulinen van de Romeinse Unie in 1921 verplaatst naar Roermond, Wijnstraat 7 of 9                                                                             | 1836     | 1921      |
| Echt              | Lilbosch Abdij van de Trappisten, Pepinusberg | 1883     |           |
| Echt              | Klooster van de Geschoeide Karmelietessen, Kreijerstraat |          |           |
| Echt              | klooster van de Monialen van de karmelieten, Bovenste straat |          |           |
| Eijsden           | Sint Angela / van de Zusters Ursulinen van de Romeinse Unie, Breusterstraat 27                                                                                                   | 1849     | 1973      |
| Geleen            | "St. Josef" van de Arme Dienstmaagden van Jezus Christus, Geenstraat 30 | 1942-    | 19XX      |
| Geleen            | klooster van de Karmelieten, Rijksweg Noord |          |           |
| Griendtsveen      | Franciscanessen | 1904     |           |
| Gronsveld         | St. Nicolaas van de Broeders van Maastricht, Rijksweg Rijckholt | 1942     | 1948      |
| Grubbenvorst      | Sint Angela (Bisweide) van de Ursulinen van de Romeinse Unie, Schoolstraat | 1879     | 1975      |
| Grubbenvorst      | Ursuline / De Voorzienigheid van de Ursulinen van de Romeinse Unie (klooster La Providence), Kloosterstraat                                                                      | 1859     | 1974      |
| Haelen            | klooster Missionarissen van Mill Hill, kasteel Aldengoor | -        | 1974      |
| Heel              | Klein Bethlehem door de zusters Dominicanessen van het Allerheiligste, Dorpstraat 65                                                                                             | 1930-    | 1981+     |
| Heel              | St. Anna van de Kleine Zusters van de Heilige Joseph van Heerlen van 1879 tot ?                                                                                                  | 1879     | 1946+     |
| Heer (Maastricht) | St. Gerlach van de Broeders van het Heilig Hart | 1948-    | 1952+     |
| Heerlen           | St. Jozeph van de Kleine Zusters van de Heilige Joseph van Heerlen (1872-2008) (Joseph-Savelbergklooster Moederhuis en kapel Gasthuisstraat)                                     | 1869     | 1922+     |
| Heerlen           | zusterhuis van de Zusters Franciscanessen van Heythuysen | 1875     | 1975      |
| Heerlen           | geschoeide Karmelietessen klooster, Palistinastraat. |          |           |
| Heibloem          | Sint-Aloysius van de Broeders van Onze Lieve Vrouw van Zeven Smarten Amsterdam                                                                                                   | 1852     | 1952      |
| Heibloem          | De Heibloem van de Broeders van Amsterdam, Aan de Heibloem 5 | 1852     | 1956      |
| Heythuysen        | Sint-Elisabethklooster, moederhuis van de Zusters Franciscanessen van Heythuysen                                                                                                 | 1835     |           |
| Heythuysen        | zusterhuis van de Dominicanessen van Bethanië | 1908-    | 1965+     |
| Horn              | Bethanië Horn Dominicanessen van Bethanië van Venlo | 1960     | 1983-     |
| Horst             | klooster van de Missionarissen van de H. Familie (Missiehuis Nazareth) | 1954-    | 1966+     |
| Kerkrade          | Rolduc augustijnse kanunniken, de Heyendahllaan | 1104     |           |
| Kerkrade          | St. Maria ter Engelen Franciscanen | 1952-    | 1970+     |
| Kerkrade          | Bleijerheide Franciscanen, Monseigneur van Gilsstraat | 1877+    | 1988      |
| Kerkrade          | "Sint Maria ter Engelen" broeders Franciscanen, | 1950-    | 1960+     |
| Kerkrade of Venlo | Kappi Eche nonnenklooster) | 1945-    | 1955+     |
| Koningsbosch      | klooster Liefdezusters van het Kostbaar Bloed | 1957-    | 1968      |
| Maasbracht        | De Maasvaart van de Zusters van Liefde (Schijndel), Kloosterstraat 2 | 1932     | 1968      |
| Maastricht        | zusterhuis van de Zusters van Barmhartigheid van Maastricht, Capucijnenstraat, Amby                                                                                              | 1856     | 1965+     |
| Maastricht        | zusterhuis van de Zusters Franciscanessen van Heythuysen, Sint Maartenspoort | 1967     | 1971      |
| Maastricht        | Sint Joseph van de Priesters van het H. Hart van Jezus | 1949-    | 1961+     |
| Maastricht        | OL Vrouw van Nazareth klooster van de Ursulinen van de Romeinse Unie Convent de Nazareth des Urselines de Jésus (klooster Lorette), Maestricht-Limmel                            | 1950     | 1974      |
| Maastricht        | Sint-Stanislas klooster, Tongerseweg 135 | 1951-    | 1966+     |
| Maastricht        | Z.Z. Karmelietessen,(Terresaconvent), KBG de Beyart, Brusselsestraat |          |           |
| Maastricht        | Oud-Vroenmhoven klooster Broeders van Maastricht, Tongerseweg 135 | 1968-    | 1969+     |
| Merkelbeek        | Sint Clemens van de Benedictijnen, in 1896 een Priorij en in 1923 verhuist naar Vaals                                                                                            | 1893     | 1923      |
| Merkelbeek        | Merkelbeek klooster van de orde der Karmelieten | ca. 1922 | ca. 1968  |
| Mook              | Bethanie Klooster "Sint Dominicus" van de Dominicanessen van Bethanië, jachtslot Mookerheide Heumensebaan 2                                                                      | 1946     | -         |
| Mook              | Klooster en kweekschool "Maria Immaculata" van de Zusters Franciscanessen van Heythuysen (klooster Maria 1848-1944), na verwoesting in 1944 verplaatst naar Heerlen, Rijksweg 36 | 1870     | 1944      |
| Mook              | St. Gabriël van de paters Passionisten, Molenhoek Stationsstraat, Mook Rijksweg 36                                                                                               | 1907     | 1974      |
| Mook              | Villa Eldorado van de Congregatie der Missionarissen van Mariannhill, Mook Rijksweg 19                                                                                           | 1959     | 1962      |
| Munstergeleen     | [Abshoven van de zusters Dienaressen van het Heilig Hart, Abshoven | 1901     | 1992+     |
| Nederweert        | "Sint Vincentiushuis" van de Broedercongregatie Onze-Lieve-Vrouw van Zeven Smarten Amsterdam, landgoed Stokershorst, Venloseweg                                                  | 1900     | 1940      |
| Nederweert        | zusterhuis van de Zusters Franciscanessen van Heythuysen, Schoolstraat 9 | 1900     | 1933      |
| Ottersum          | zusterhuis van de Zusters van de Goddelijke Voorzienigheid (Tegelen) | 1882     | 1944      |
| Pey               | Abdij Lilbosch van de Cisterciënzers van de Strenge Onderhouding, Pepinusbrug 6                                                                                                  | 1884     | 1942+     |
| Posterholt        | Notre Dame du bon secours klooster van de Ursulinen van de Romeinse Unie (klooster)                                                                                              | 1853     | 1974      |
| Reuver            | zusterhuis van de Dominicanessen van de H. Catharina van Siëna | 1948-    | 1965+     |
| Roermond          | Cistercienzer vrouwenabdy (vrouwenmunster) | 1218     |           |
| Roermond          | ‘De Steenen Trappen’ van de Zusters van het Arme Kind Jezus, Neerstraat | 1875     | 1994      |
| Roermond          | St. Louis van de Broeders van Maastricht | 1840     | 1910+     |
| Roermond          | St. Jospeh van de Broeders van de Christelijke Scholen | 1919     | 1967+     |
| Roermond          | St. Ursula klooster van de Ursulinen van de Romeinse, Voogdijstraat | 1934-    | 1979+     |
| Roermond          | OLV Hemelvaart van de Zusters van Liefde van Tilburg |          |           |
| Roermond          | 'Redemptoris Mater' van de Redemptoristen | 2003     | 2010      |
| Roermond          | klooster van de monialen van de karmelieten, Venloseweg. |          |           |
| Schaesberg        | Nazareth van de Kleine Zusters van de Heilige Joseph van Heerlen | 1873     | 1908      |
| Schimmert         | Du Sacré Coeur van de Dochters der Wijsheid, Op de Bies 54 | 1881     | 1969+     |
| Schimmert         | Ste. Marie van de Montfortanen, Op de Bies 33 | 1881     | 1973      |
| Simpelveld        | St. Stanislaus, Klooster van Witte Paters | 1945-    | 1945+     |
| Sint Odiliënberg  | Reguliere Kanunnikessen van het Heilig Graf, Aan de Berg | 1989     | 1966+     |
| Sittard           | Klooster Sint Agnetenberg | 1622     |           |
| Sittard           | Ursulines van de Ursulinen van de Romeinse Unie, Huis op de Berg aan de Oude Markt                                                                                               | 1843     | 1949+     |
| Sittard           | Aloysius van de Jezuïeten, Oude Markt | 1851     | 1900      |
| Sittard           | St. Franciscus Solanus van de Franciscanen, Oude Markt 1 | 1938-    | 1938+     |
| Sittard           | Kollenberg Karmelitessen | 1947-    | 1949+     |
| Sittard           | Z.Z. Karmelitessen, President Kennedysingel |          |           |
| Sittard           | Studiecentrum Sittard van de Jezuïeten | 1972-    | 1978+     |
| Smakt             | Carmel Sint Jozef van de Karmelieten, Sint Jozeflaan |          |           |
| Spekholzerheide   | Zusters van de Goddelijke Voorzienigheid (Tegelen) |          | 1968-     |
| Steyl             | Missiehuis St. Michaël van de Missionarissen van het Goddelijk Woord | 1875     | 1975      |
| Steyl             | Heilig Hartklooster, moederhuis van de Missiezusters Dienaressen van de Heilige Geest                                                                                            | 1889     |           |
| Steyl             | Heilige Geestklooster, moederhuis van de Dienaressen van de Heilige Geest van de Altijddurende Aanbidding                                                                        | 1875     | 1975      |
| Steyl             | St. Joseph van de Zusters van de Goddelijke Voorzienigheid, Waterloostraat | 1876     | 1975      |
| Tegelen           | Sint Antonius van de Zusters van Onze Lieve Vrouw van Amersfoort | 1927     | 1983      |
| Tegelen           | Priorij Nazareth van de benedictijnen, Van Weevelickhovenstraat |          |           |
| Tegelen           | O.L.V. Onbevlekte Ontvangen Abdij van de Trappisten, Ulingsheide, abdij in 1933                                                                                                  | 1884     |           |
| Thorn             | abdij rijksvrij Benedictijns dubbelklooster |          |           |
| Urmond            | Christus Koning van de Minderbroeders Conventuelen vanuit Wijnandsrade (1928-1958), Sint Antoniusplein                                                                           | 1958     | 1970      |
| Vaals             | Abdij Sint-Benedictusberg van de benedictijnen (Mamelis) | 1923     |           |
| Vaals             | Sacré Coeur Bloemendaal Sociëteit van het H. Hart van Jezus | 1965-    | 1965+     |
| Valkenburg        | Ravensbos Missionarissen Oblaten OMI, Ravensbos 1 | 1947-    | 1988+     |
| Valkenburg        | Priorij Regina Pacis van de benedictijnessen, Oud Valkerburgerweg |          |           |
| Valkenburg        | Jezuïetenklooster (na 1961: Franciscanessen), Kloosterweg | 1893     | 1943      |
| Valkenburg        | Ursulinenklooster (1920-1974: paters van de Heilige Harten van Jezus en Maria), Cauberg                                                                                          | 1876     |           |
| Venlo             | Zusters van Liefde Tilburg, Mgr. Zwijsenstraat 2 | 1856     | 1970      |
| Venlo             | Sint Thomas van de Augustijnen, Hogeweg 28 | 1920     | 1972+     |
| Venlo             | zusterhuis van de Zusters van de Goddelijke Voorzienigheid (Tegelen) |          | 1970      |
| Venlo             | van Dominicanessen van Bethanië Kaldenkerkerweg | 1947     | 1998+     |
| Venray            | Immaculatae Conceptiones huis van de OFM Venray door de Franciscanen, Leun(en)seweg                                                                                              | 1949-    | 1990+     |
| Venray            | Jérusalem van de Ursulinen van de Romeinse Unie | 1838     | 1974      |
| Weert             | Missiehuis St. Jozef van de Congregatie van de Heilige Geest, Coenraad Abelsstraat 36                                                                                            | 1913-    | 1973+     |
| Weert             | Sint Ursula van de Ursulinen van de Romeinse Unie, Langstraat | 1954-    | 1976+     |
| Weert             | Sint Louis van de broeder van Maastricht, Schoolstraat | 1916-    | 1974+     |
| Weert             | H. Hieronymus Franciscanen, Biest 43 | 1461-    | 1998      |
| Weert             | Zusters van Liefde van Tilburg, Nieuwe Markt |          |           |
| Weert             | Maria Hart klooster van de Bigittinessen | 1843     |           |
| Wellerlooi        | van de Broeders van Amsterdam (afk. van Voorhout) | 1932     | 1980-     |

### Noord-Brabant
| plaats              | naam, organisatie(s) en archief | vanaf        | tot        |
| ------------------- | --- | ------------ | ---------- |
| Aalst-Waalre        | Zusters Franciscanessen SFIC (Franciscanessen van Veghel) aan de Dorpsstraat 10 (1973-1995), Dorpsstraat 12-14 (1909-1995) en de Bolderiklaan (1979-1993) | 1909         | 1995       |
| Aarle-Rixtel        | Zusters van Liefde van Tilburg, in 1856 naast de kapel van O.L. Vrouw in 't Zand. Later naar Huize Mariëngaarde. | 1856         |            |
| Aarle-Rixtel        | Missiezusters van het Kostbaar Bloed, in het Missieklooster Heilig Bloed | 1903         | -          |
| Aarle-Rixtel        | Huize Angela van de Ursulinen van de Romeinse Unie in de voormalige pastorie. De laatste zusters verhuisden in 2014 naar Grubbenvorst | 1970         | 2014       |
| Acht                | Franciscanessen Missionarissen van Maria (1903-1910) vestigden zich in 1903 in Acht. In 1910 werd hun werk overgenomen door de Franciscanessen van Denekamp, die omstreeks 1947 het Sint Antoniushuis betrokken                                                            | 1910         | 1987       |
| Baardwijk           | Zusters van JMJ vestigde het Sint Antoniusgesticht. In 1985 is het klooster gesloopt | 1889         | 1959       |
| Baarle-Nassau       | Juvenaat van de Broeders van de Christelijke Scholen aan de Pater de Katerstraat. Was jarenlang het moederhuis van de congregatie. In 1985 verhuisd naar Cuijk. | 1908         | 1985-      |
| Baarle-Nassau       | Kloosterbejaardenoord Benedictushove. Benedictinessen van het Heilige Sacrament. Voortzetting van Priorij Manna Absconditum uit Breda in het klooster aan de Rector van de Broekstraat. Verhuisd naar Teteringen                                                           | 1990         | 2005       |
| Baarle-Nassau       | Dominicanessen van de H. Catharina van Siëna in het klooster St. Gerardus Majella. Voortgezet in het in 1959 gebouwde O.L.V van Fatimaklooster aan de Rector van de Broekstraat (1959-1989). Daarna aan de communiteit Julianahof (1990-1998) en aan de Wolvespoor (1998-) | 1917         | 1998+      |
| Baarle-Nassau       | Juvenaat van de Congregatie van het Heilig Sacrament. Verhuisd naar Brakkenstein in Nijmegen | 1901         | 1908       |
| Baarle-Nassau       | Semenarie van de Congregatie van de Heilige Geest (1913-1967) aan de Grens 23, daarna rusthuis voor de zusters Franciscanessen "Alles voor Allen" (1967-1979) | 1913         | 1979       |
| Bakel               | "St. Jozefsheil" Zusters van de Goddelijke Verlosser | 1951         | 1986       |
| Bakel               | Franciscanessen van Oisterwijk in 1888, in 1891 de Franciscanessen van Oirschot | 1888         | 1958       |
| Bavel               | Brigidaklooster. Franciscanessen van Roosendaal (Franciscanessen van Mariadal) | 1923         | 1995       |
| Bavel               | Zusters van de Goddelijke Voorzienigheid (Sittard). Noviciaat aan de Kerkstraat | 1989         | 1999       |
| Bavel               | Leefgroep Catechisten van Breda | ca. 1967     | 1998+      |
| Bavel               | Zusters van Julie Postel | 1977         | 1995       |
| Bavel               | Zusterklooster Damiaanhof Zusters van de HH Harten | 1990         | 2003       |
| Beek en Donk        | Zusters van Schijndel St. Jozefgesticht in Beek (1895-1996). St. Leonardusgesticht in Donk (1913-1960) | 1895         | 1960       |
| Beek en Donk        | Leonardushuis (v/h St. Leonardusgesticht) Missiezusters Franciscanessen van de H. Antonius van Padua (Zusters van Asten) (1961-1977). Communitiet in Oude Bemmerstraat (1977-1994)                                                                                         | 1961         | 1994       |
| Beek en Donk        | Studiehuis St. Joseph. Oblaten van Sint-Franciscus van Sales (OSFS) | 1938         | 1965       |
| Beers               | St. Henricusklooster. Zusters van Schijndel | 1897         | 1959       |
| Bergen op Zoom      | "Heilig Hart" van de Priestercongregatie van het Heilig Hart van Jezus, per 1903 Antwerpsestraatweg, Buitenvest 54, Pater Dehonlaan 63 | 1900         | 1967       |
| Bergen op Zoom      | Zusterhuis van de Zusters Franciscanessen van Mariadal, Burgemeester van Hasseltstraat 2 | 1907         | 1980       |
| Bergeijk            | Ursulinen van de Romeinse Unie. Klooster overgenomen door de Zusters Oblaten van O.L. Vrouw Assumptie (bejaardentehuis) en de Paters Assumptionisten (klooster) | 1880         | 1939       |
| Bergeijk            | Noviciaat Paters Assumptionisten in voormalig Ursulinenklooster (1939-1968) en de Zusters Oblaten van O.L. Vrouw Assumptie (1939-1981). De zusters gingen naar de Mollenstraat (1981-1989)                                                                                 | 1939         | 1989       |
| Bergeijk            | Zusters van Julie Postel | 1933         | 1977       |
| Bergeijk            | Dochters van de Heilige Geest | 1904         | 1978       |
| Bergeijk            | Reguliere Kanunnikessen van het Heilig Graf Tijdelijke vestiging vanuit het klooster te Ell | 1944         | 1945       |
| Berkel-Enschot      | Abdij O.L. Vrouw van Koningsoord van de Trappistinnen. In 2009 verhuisde de communiteit naar Arnhem. | 1937         | 2009       |
| Berkel-Enschot      | Zusterhuis van de Zusters van het Allerheiligste Hart van Jezus van Moerdijk | 1951-        | 1970+      |
| Best                | Nazareth zusterhuis van de Zusters van de Choorstraat | 1886         | 1970+      |
| Beugen              | Mariahof zusterhuis van de Liefdezusters van de H. Carolus Borromeüs ( -1964) daarna Zusters van Julie Postel Boxmeer (1964-1984), Hagelkruisstraat | 1948-        | 1984       |
| Bladel              | Franciscanessen | 1898         |            |
| Breda               | St. Willibrodes van de Broeders van Huijbergen | 1890         | 1960+      |
| Breda               | St. Frans, Dr. Jan Ingenhouszplein | 1950-        | 1983+      |
| Breda               | St. Magdalena zusterhuis Kleine Zusters van de Heilige Joseph van Heerlen | 1915         | 1924       |
| Breda               | Zusters Franciscanessen van Mariadal, Leuvenaarstraat | 1989         | 1975       |
| Breda               | zusterhuis van de Zusters Franciscanessen van Mariadal, Nieuw \| Deurne | 1856         |            |
| Breda               | zusterhuis van de Zusters Franciscanessen Het Huis van het heilig Hart van Maria, Ziekenhuis thans "De Klokkenberg | 1945         |            |
| Boxmeer             | Karmelieten, Steenstraat | 1653         | 1991+      |
| Boxmeer             | Karmelieten, Kerkpad |              | 1991+      |
| Boxtel              | Sint-Anna van de Zuster J.M.J. uit Engelen, Duinendaal | 1862         | 1962       |
| Boxtel              | St. Antonius van de Zuster J.M.J., Gemonde | 1865         | 1966       |
| Boxtel              | Het St.-Charles van de Witte Paters, Boscheweg | 1892         | 1966       |
| Boxtel              | zusterhuis van de Ursulinen van de Romeinse Unie (1908-1983), Nieuwe Kerkstraat | 1911         | 1955       |
| Boxtel              | St. Theresis Missiehuis van de paters Assumptionisten in Kasteel Stapelen, per 1927 Prins Hendrikstraat 47-49 | 1915         | 1976       |
| Boxtel              | H. Franciscus de la Sales van de Fraters van Tilburg (1921-1986) | 1923         | 1986+      |
| Budel               | OLV van Overwinning Zusters van Liefde van Tilburg |              |            |
| 's-Hertogenbosch    | St. Jozefhuis door de Broeders van Onze-Lieve-Vrouw van Lourdes | 1856         | 1972       |
| 's-Hertogenbosch    | St. Joseph Fraterhuis van de Fraters van Tilburg | 1920-        | 1959+      |
| 's-Hertogenbosch    | Zusterhuis van de Zusters van de Choorstraat, Rijksweg 113 Orthen | 1890         | 1961       |
| 's-Hertogenbosch    | Concordia van de Zusters van de Choorstraat, Choorstraat | 1950-        | 1980+      |
| 's-Hertogenbosch    | Sint Ursula zusterhuis van de Zusters van JMJ, Kerkstraat | 1842         | 1857       |
| 's-Hertogenbosch    | St. Marie zusterhuis van de Zusters van de Choorstraat | 1920-        | 1979+      |
| 's-Hertogenbosch    | H. Antonius van Padua zusterhuis Zusters van Liefde van Tilburg |              |            |
| 's-Hertogenbosch    | Zusterhuis van de Zusters van het Gezelschap Jezus, Maria en Jozef (JMJ), Mariënburg Sint Janssingel | 1899         | 2005+      |
| Den Dungen          | H. Antonius Zusterhuis van de Zusters van Liefde (Schijndel) | 1931         | 1940       |
| Deurne              | St. Willibrord Missiehuis (Deurne) van de paters S.V.D. Missionarissen van het Goddelijk Woord, Vlierdenseweg 109 | 1954         | 1981+      |
| Deurne              | Franciscanessen | 1856         |            |
| Dinther             | Franciscanessen | 1867         |            |
| Dongen              | Sint Jozef Zusters Franciscanessen van Dongen, Hoge Ham | 1929-        | 1987+      |
| Dongen              | St. Gerardus Majella van de Broeders van Onze-Lieve-Vrouw van Lourdes van Dongen, Gerardus Majellastraat | 1909         |            |
| Dongen              | St. Antonius van de Zusters Franciscanessen van Dongen |              |            |
| Dussen              | H. Petrus Stoel van de Zusters van Liefde van Tilburg |              |            |
| Eersel              | "St. Jacobus” van de Zusters van Liefde van Jezus en Maria Moeder van Goede Bijstand | 1948-        |            |
| Engelen             | Zusterhuis van de Zusters JMJ | 1826         | 1953       |
| Eindhoven           | Eikenburg van de Broeders van Liefde | 1894         | 1975       |
| Eindhoven           | Mariënhage klooster van de Augustijnen, Augustijnendreef | 1899         |            |
| Eindhoven           | Clarissenklooster van Maria Moeder van de Kerk Arme Clarissen, Orde van St. Clara | 1990-        |            |
| Eindhoven           | Sancta Ursula van de Ursulinen van de Romeinse Unie |              |            |
| Eindhoven           | Zusters van de Choorstraat | 1931         | 1980       |
| Erp (Eindhoven)     | Franciscanessen | 1868         |            |
| Etten-Leur          | St. Joseph van de Zusters Franciscanessen van Etten, Zundertseweg | 1957         | 1978+      |
| Etten-Leur          | San Francesco van de Zusters Franciscanessen van Etten, Bisschopsmolenstraat | 1957         | 1966+      |
| Etten-Leur          | Don Bosco van de Broeders van Liefde, Don Boscolaan | 1958-        | 1988+      |
| Etten-Leur          | broederhuis van de Broeders van Liefde, Edward Poppenlaan | 1955-        | 1995+      |
| Geertruidenberg     | St. Agnes van de Zusters van Liefde van Tilburg, Venestraat | 1843         | 1963       |
| Geldrop             | Klooster bij Huize De Akert, Zusters van Barmhartigheid, Akert | 1965         | 2003       |
| Geldrop             | Mariaklooster, Zusters van Liefde van Schijndel, Dwarsstraat | 1965         | 2004       |
| Geldrop             | Sint-Annagesticht, Zusters van Liefde van Schijndel, Bogardeind | 1856         | 1993       |
| Geldrop             | Sint-Antoniushuis, Broeders van Dongen, Stationsstraat | 1931         | 2008       |
| Geldrop             | Studiehuis De Heuvel, Broeders met Blauwe Koorden CSD, Heuvel | 1958         | 1969       |
| Geldrop             | Zusters van Barmhartigheid van Billom, Papenvoort / Diepe Vaart | 1925         |            |
| Gemert              | Congregatie van de Heilige Geest,Kasteel van Gemert, Ridderplein | 1914         | 1969       |
| Ginneken            | Kleine Zusters van de Heilige Joseph van Heerlen. | 1926         | 1962       |
| Ginneken            | broederhuis van de Broeders van Huijbergen | 1936         | 1981       |
| Goirle              | Huize de Bocht van de Missie- en Aanbiddingszusters van de H. Familie, Tilburgseweg 184 | 1949         | 1970       |
| Goirle              | Fraterhuis van de Fraters van Tilburg | 1929-        | 1929+      |
| Goirle              | fraterhuis van de Fraters van Tilburg, kloosterstraat 22 | 1938-        | 1971+      |
| Grave               | van de congregatie van de Missionarissen van de Heilige Familie | 1895         |            |
| Grave               | St. Henricus van de Fraters van Tilburg |              |            |
| Haaren              | Karmel Sint Jozef van de Monialen van de Karmelieten, Rijksweg |              |            |
| Haarsteeg           | Franciscanessen | 1908         |            |
| Heesch              | Fons Vitea Priorij van de Benedictijnen, Kloosterstraat Nrd. |              |            |
| Heesch              | Franciscanessen | 1910         |            |
| Heeswijk-Dinther    | Abdij van Berne van de orde der Norbertijnen, Abdijstraat | 1134         |            |
| Heeze               | Klooster Kempenhaeghe, Franciscanessen van Oirschot, Sterkselseweg | 1964         | 1995       |
| Heeze               | Retraitehuis Regina Pacis, Jezuïten SJ, Somerenseweg | 1954         | 1974       |
| Heeze               | Sint-Nicasiusgesticht, Zusters van J.M.J., Jan Deckerstraat | 1881         | 1979       |
| Helenaveen          | Franciscanessen | 1884         |            |
| Helmond             | Missiehuis van de Priestercongregatie van het Heilig Hart van Jezus |              |            |
| Helmond             | H. Aloysius Zusters van Liefde van Tilburg, oude Wilhelmietenklooster | 1856         |            |
| Herpen              | Franciscanessen | 1896         |            |
| Huijbergen          | Ste Marie van de Broeders van Huijbergen, oude Wilhelmietenklooster, Staartsestraat | 1854         | 2005+      |
| Huijbergen          | St. Frans Broeders van Huijbergen, Boomstraat 7 | 1930-        | 1967+      |
| Huijbergen          | klooster van de Monialen van de Karmelieten, Boomstraat 9 |              |            |
| Huijbergen          | St. Marel van de Broeders van Huijbergen, Staartsestraat | 1933-        | 1989+      |
| Lage Mierde         | Franciscanessen | 1983         |            |
| Langeweg            | van de Paters Capucijnen, Langeweg (Slikgat) | 1874         |            |
| Langeweg            | Franciscanessen | 1913         |            |
| Lierop              | van de Zusters van de Goddelijke Voorzienigheid Tegelen, Offermansstraat | 1909         | 1951       |
| Lith                | Franciscanessen | 1878         |            |
| Lithoijen           | Zusters van JMJ | 1884         | 1945       |
| Luyksgestel         | Franciscanessen | 1933         |            |
| Made                | Zusters van liefde |              |            |
| Made                | Zusters van Liefde van Tilburg, Kerkstraat | 1853         | 1989-      |
| Made                | zusters van liefde | 1956-        | 1965+      |
| Mariaheide          | Franciscanessen | 1912         |            |
| Megen               | paters Franciscanen | 1902-        | 1904+      |
| Megen               | S. Jozefberg klooster van de Clarissen, Clarastraat | 1721         |            |
| Megen               | minderbroeder klooster van de Franciscanen, Kloosterstraat | 1653-        |            |
| Mierlo              | Franciscanessen | 1874         |            |
| Moerdijk            | van de Zusters van het Allerheiligste Hart van Jezus van Moerdijk, Steenweg | 1970-        | 1970+      |
| Neerkant            | Franciscanessen | 1917         |            |
| Nieuwkuijk          | Mariënkroon Abdij van Cisterciënzers, Abdijlaan het klooster werd priorij in 1929 en abdij in 1957 | 1904         |            |
| Nieuwkuijk          | Franciscanessen | 1907         |            |
| Nistelrode          | Franciscanessen | 1881         |            |
| Oerle               | Onze Lieve vrouw van Lourdes van de Zusters van Liefde van Tilburg, Oude Kerkstraat | 1855         | 1968       |
| Oirschot            | Nazareth van de Zusters Franciscanessen | 1965-        | 1965+      |
| Oirschot            | van de Zusters Franciscanessen van Oirschot | 1913-        | 1913+      |
| Oirschot            | Catharinenberg van de Zusters Franciscanessen van Oirschot | 1943-        | 1943+      |
| Oirschot            | Montfortaans klooster Kasteel Oud Beijsterveld | 1903+        |            |
| Oisterwijk          | Zusters van Barmhartigheid | 1965         |            |
| Oisterwijk          | Klooster van de Monialen van de Karmelieten, Nieuwstraat. |              |            |
| Oisterwijk          | Franciscanessen | 1877         |            |
| Oosterhout          | Onze Lieve Vrouwe Abdij van de Benedictijnen, in 1919 priorij en in 1924 abdij | 1901         |            |
| Oosterhout          | Sint Paulusabdij van de Benedictijnen van 1910 abdij | 1907         |            |
| Oosterhout          | Sint Catharinadal klooster van de Norbertinessen, kloosterdreef | 1646         |            |
| Oosterhout          | Seraphijnsch van de Paters Capucijnen | 1955         | 1967       |
| Oss                 | van de De La Salle, Koornstraat | 1960-        |            |
| Oss                 | St. Nicolaas van de Fraters van Tilburg, Begijnenstraat | 1894-        | 1979+      |
| Oss                 | Karmelieten klooster, van Mookstraat |              |            |
| Oss                 | Karmelieten klooster, Hescheweg |              |            |
| Ossendrecht         | Volksabdij "Onze Lieve Vrouw ter Duinen" Broeders van Huijbergen, O.L. Vrouw ter Duinenlaan 199 | 1936         | 1981       |
| Oudenbosch          | het Heilig Hart van de Broeders van Oudenbosch, Bosschendijk | 1931         | 1972+      |
| Oudenbosch          | Saint-Louis Oudenbosch Broeders van Oudenbosch, Markt | 1840         | 1987+      |
| Oudenbosch          | St. Anna Zusters Franciscanessen van Oudenbosch, Markt | 1839         | 1984+      |
| Oudenbosch          | ] "Le Sacré Coeur” van de Zusters Franciscanessen van Oudenbosch, St. Antoniuslaan | 1940-        | 1984+      |
| Oud Gastel          | St.Jozef van de Broeders van Scheppers, Veerkensweg | 1919         | 1984+/1998 |
| Reek                | Franciscanessen | 1919         |            |
| Reusel              | Zusters Franciscanessen van Veghel, Wilhelminalaan | 1879         | 1963       |
| Reusel              | St. Cornelius Fraters van Tilburg | 1894-        | 1930+      |
| Roosendaal          | Ste. Marie van de Broeders van de Heilige Aloysius Gonzage | 1946-        | 1969+      |
| Roosendaal          | Sainte Marie van de Zusters Franciscanessen van Mariadal | 1930-        | 1930+      |
| Schijndel           | door de zusters van Liefde | 1941-        | 1941+      |
| Sint-Michielsgestel | Huize Ruwenberg van de Fraters van Tilburg, (Stokstraat 50) Ruwenbergstraat 7 | 1844 of 1852 | 1965       |
| Sint-Michielsgestel | van de congregatie van de Dochters van Maria en Jezus en/of Fraters van Tilburg (gebouw van 1908) | 1840         | 1922+      |
| Sint-Oedenrode      | Daminaan van de paters van de Heiligen Harten | 1953-        | 1962+      |
| Sterksel            | St-Paulus van de Witte Paters, Providentiaweg | 1926         | 1967       |
| Stevensbeek         | van de paters van de Congregatie van het Allerheiligst Sacrament, Kloosterstraat 12-15-17 en St. Jozefstraat 12-14 | 1936         | 1973       |
| Stevensbeek         | De La Salle Stevensbeek | 1962-        | 1989+      |
| Teteringen          | Missionarissen van het Goddelijk Woord, Arnold Janssenlaan 9 | 1916         |            |
| Tilburg             | O.L.V. van Koningshoeven van de Trappisten | 1881         |            |
| Tilburg             | van de Zusters van liefde |              |            |
| Tilburg             | Nazareth van de Fraters van Tilburg, Nazarethstraat 18-22 | 1951-        | 1978+      |
| Tilburg             | "St. Paulushuis" van de Fraters van Tilburg, Nazarethstraat 20 | 1916         | 1974       |
| Tilburg             | Sint Stanislaus Fraters van Tilburg |              |            |
| Tilburg             | Maria Goretti van de Karmelitessen, wilhelminapark | 1951-        | 1981       |
| Tilburg             | van de Zusters van Liefde van Tilburg |              |            |
| Tilburg             | moederhuis Zusters van Liefde van Tilburg |              |            |
| Tilburg             | Oblaten van de H. Franciscus van Sales, Nieuwe Goirleseweg | 1930         | 2005-      |
| Tilburg             | Huize Piusoord van de Broeders Penitenten |              |            |
| Tilburg             | Missionarissen van het Heilig Hart, Bredaseweg |              |            |
| Tilburg             | Missiehuis van de Priestercongregatie van het Heilig Hart van Jezus |              |            |
| Uden                | van de Missionarissen van Steyl | 1911         | 1941       |
| Uden                | het Heilige Kruis van de Orde van het Heilig Kruis | 1923         | 1969       |
| Uden                | Nazareth-klooster van de Ursulines Ursulinen van de Romeinse Unie | 1845         | 1974       |
| Uden                | Maria Refugie-klooster van de Birgittinessen, Vorstenburg | 1713         |            |
| Uden                | Franciscanessen | 1909         |            |
| Udenhout            | Sint Vincentius van de Zusters van de Choorstraat, vanaf 1927 Schoorstraat 4 | 1925         | 1978       |
| Veghel              | Franciscanessen van Veghel | 1844         |            |
| Veghel              | Zusters Franciscanessen van Veghel, Deken van Miertstraat 8 | 1902         | 1971       |
| Veghel              | Zusterhuis van de Zusters Franciscanessen van het Sint Joseph ziekenhuis, thans Bernhovenziekenhuis | 1900         |            |
| Veldhoven           | van de Dochters van O.L. Vrouw van het H. Hart | 1955-        | 1981+      |
| Veldhoven           | Sint Jozef van de Dochters van O.L. Vrouw van het H. Hart | 1955-        | 1981+      |
| Veldhoven           | Koningshof van de Zusters v/h H. Hart, Locht 117 | 1950-        | 1994+      |
| Veldhoven           | Franciscanessen | 1900         |            |
| Volkel              | Franciscanessen | 1914         |            |
| Vught               | van de Ursulinen, Zandstraat | 1899         | 1929       |
| Vught               | Mariaoord van de Broeders van Onze-Lieve-Vrouw van Lourdes | 1967-        | 1968+      |
| Vught               | "Régina Coeli" (Reguliere) Kanunnikessen van de H. Augustinus | 1911-        | 1915+      |
| Wanroij             | Franciscanessen | 1889         |            |
| Waspik              | Klooster van de Karmelieten, Karmelietenstraat 60. |              |            |
| Wernhoutsburg       | Vincent de Paul van de Lazaristen, Wernhoutsburg (Zundert) | 1882         | 2000-      |
| Zeeland             | Franciscanessen | 1886         |            |
| Zeilberg            | Franciscanessen | 1914         |            |
| Zijtaart            | Franciscanessen | 1901         |            |
| Zundert             | Maria Toevlucht Abdij van de Trappisten, Ruphenseweg, priorij in 1913 en abdij in 1938 | 1900         |            |
| Zundert             | "Sint Anna" van de Zusters Franciscanessen van Mariadal, Molenstraat 13 | 1948-        | 1989+      |

### Noord-Holland
| plaats              | naam, organisatie(s) en archief | vanaf   | tot        |
| ------------------- | --- | ------- | ---------- |
| Aalsmeer            | Karmelieten klooster, Stommeerweg |         |            |
| Alkmaar             | "De voorzienigheid" van de Zusters van "De Voorzienigheid" | 1965-   | 1965+      |
| Amstelveen          | Sint-Hieronymus Aemilianus door de zuster van Onze Lieve Vrouw |         |            |
| Amstelveen          | Sint-Jozefhuis door zusters | 1953-   | 1958+      |
| Amstelveen          | Karmelietenklooster, Camera Obscuralaan |         |            |
| Amstelveen          | Karmelietenklooster, Westelijk Halfrond |         |            |
| Amsterdam           | Clarissenklooster aan het Singel, de Heiligeweg, |         | 1613-      |
| Amsterdam           | Maagdenhuis onder andere door Zusters van Liefde van Tilburg, Spui |         | 1953       |
| Amsterdam           | per 1968 "De Voorzienigheid" kindertehuis door de zusters van "De Voorzienigheid", de 'Franse Tuin' in de Elandsstraat                                                  | 1852    | 1968+/1991 |
| Amsterdam           | door de zusters van "De Voorzienigheid" van Heemstede, Elandsstraat en later ook 1856 Lauriergracht 37-41                                                               | 1856    | 1967+/1991 |
| Amsterdam           | Sint-Barbaraklooster door de Zusters Franciscanessen van Bennebroek | 1893    | 1965       |
| Amsterdam           | van de Zusters Franciscanessen van Heythuysen, Reynier Vinkeleskade | 1914    | 1937       |
| Amsterdam           | Lydia van de Liefdezusters van de H. Carolus Borromeus, O.L. Vrouwe Gasthuis (1910-1950) en later Roelof Hartplein 2 (1950-1970)                                        | 1910    | 1970       |
| Amsterdam           | "Sint-Hieronymus Aemilianus" van de Zusters van Onze Lieve Vrouw van Amersfoort                                                                                         | 1937-   | 1949+      |
| Amsterdam           | Sint-Hubertus van de Zusters van "De Voorzienigheid", Plantage Middenlaan 33                                                                                            | 1926    | 1970       |
| Amsterdam           | Sint-Leo van de Broeders van Maastricht |         |            |
| Amsterdam           | H. Theresia van de karmelitessen van het Goddelijk Hart van Jezus, Amstelveenseweg 593-595                                                                              | 1933    | 1993+      |
| Amsterdam           | Augustijnenklooster, Buiksloterweg |         |            |
| Amsterdam           | Augustijnenklooster, Kometensingel |         |            |
| Amsterdam           | Augustijnenklooster, Savelbos |         |            |
| Amsterdam           | Augustijnenklooster, Postjesweg |         |            |
| Amsterdam           | Karmelietenklooster, Bloemengracht |         |            |
| Beemster            | van de Zusters Franciscanessen van Bennebroek, Jisperweg | 1910    | 1970       |
| Beverwijk           | Sint Jozef van de Broeders van Amsterdam, Kees Delfweg | 1930    | 1933+      |
| Blokker             | Bethlehem | 1475    | 1573       |
| Blokker             | Bethlehem | 1908    | 1960       |
| Blokker             | Nieuwlicht | 1388    | 1572       |
| Bussum              | van de Zusters van O.L. Vrouw van Amersfoort, Brinklaan | 1881    |            |
| Driehuis (Velsen)   | De Voorzienigheid "Het Witte Huis" van de zusters van "De Voorzienigheid", Drs. Scheapmanlaan                                                                           | 1950-   | 1980       |
| Edam                | De Koningshoeve van de Zusters van "De Voorzienigheid", Voorhaven | 1899    | 1970       |
| Egmond              | Sint Adelbertabdij | ca. 950 | 1573       |
| Egmond              | Sint Adelbertabdij van de Benedictijnen, abdijlaan | 1935    |            |
| Egmond              | klooster van de Monialen van de Karmelieten, Herenweg | 1935    |            |
| Egmond aan Zee      | St. Joseph van de Kleine Zusters van de Heilige Joseph van Heerlen | 1927    | 1968       |
| Haarlem             | van de Zusters Franciscanessen van Heythuysen (ald. 1882-1964), Koningsstraat                                                                                           | 1906    | 1921       |
| Haarlem             | Dominicanessen van het Sint-Catharina-Apostolaat, Bloemhofstraat | 1959-   | 1965+      |
| Haarlem             | Augustijnenklooster, Zijlweg |         |            |
| Haarlem             | Karmelietenklooster, Frans Halsstraat |         |            |
| Heemstede           | Porta Coeli, ’s Hemelpoort priorij van de cisterciënzer monniken, Cruquiusweg 15                                                                                        | 1455    | ref.       |
| Heemstede           | broederhuis van de broeders van ”la Salle” (onderwijsorde), Herenweg | 1850+   | 1970+.     |
| Hilversum           | St. Ludgerusklooster van de Fraters van Utrecht, Oude Amersfoortsweg 59                                                                                                 | 1909    | 1938+      |
| Hoorn               | Ceciliaklooster, Nieuwstraat 23 werd na de Reformatie Statenlogement en stadhuis.                                                                                       | 1402    | 1577       |
| Hoorn               | Geertenklooster, tussen Kerkplein, Nieuwstraat, Muntstraat en Gravenstraat, later Oude Vrouwenhuis en Bank van Lening                                                   | 1404    | 1606       |
| Hoorn               | Mariaklooster, Tertiarissenkapittel. Later het Burgerweeshuis. De kloosterkapel bestaat nog.                                                                            | 1408    | 1573       |
| Hoorn               | Sint-Pietersdal (Kruisherenklooster), na de reformatie werd het een Oude Mannen en Vrouwenhof en tucht en werkhuis                                                      | 1457    | 1572       |
| Hoorn               | Mill Hill missiehuis Fraters van Mill Hill | 1927    | 1987       |
| Hoorn               | Klooster van de Zusters van "De Voorzienigheid", Achterom 15, later het Sint-Jozefhuis                                                                                  | 1896    | 1982       |
| Hoorn               | Franciscanenklooster, Wilhelminalaan 2, later onder andere hospice Dignitas. Het klooster wordt nog door de gemeenschap gebruikt, maar niet langer bewoond.             | 1959    | 1974       |
| Medemblik           | Huize St. Radboud door de Fraters van Tilburg, Ridderstraat 10 | 1943-   | 1966+      |
| Nederhorst den Berg | klooster van de Zusters van "De Voorzienigheid' Heemstede De Congregatie der Arme Zusters vh. Goddelijk Kind en het Gesticht 'De Voorzienigheid' 1852-1927, Dammerweg 8 | 1892    | 1976-      |
| Nieuwe Niedorp      | Onze-Lieve-Vrouw Onbevlekt Ontvangenkerk | 1907    | 1988-      |
| Noordwijkerhout     | "De Voorzienigheid" klooster door de Zusters van "De Voorzienigheid", Kerkstraat                                                                                        | 1864    |            |
| Santpoort           | Klooster van de Witte Paters op het landgoed Spaarnberg | 1952    | 1971       |
| Santpoort-Noord     | klooster van de Dochters van O.L. Vrouw van het H. Hart, Wulverderlaan                                                                                                  | 1937    | 1984       |

### Overijssel
| plaats          | naam, organisatie(s) en archief                                                               | vanaf | tot   |
| --------------- | --------------------------------------------------------------------------------------------- | ----- | ----- |
| Almelo          | de Goede Herder, Vriezenveenseweg                                                             |       | 1978  |
| Almelo          | Karmelieten klooster, Vincent van Goghplein.                                                  |       |       |
| Denekamp        | klooster St. Antonius van de Zusters Franciscanessen, Lattropperstraat                        | 1938- | 1973+ |
| Denekamp        | Klooster van de Zusters Franciscanessen, Gravenallee                                          | 1875  | 1973+ |
| Deventer        | Karmalieten klooster, Broederenstraat.                                                        |       |       |
| Diepenveen      | O.L.V. van Sion Abdij van de Trappisten, Vulikerweg, het klooster werd abdij in 1936          | 1884  | 2015  |
| Enschede        | klooster van de Kapucijnen, Gronausestraat                                                    | 1935  | 1972  |
| Enschede        | Karmalieten klooster, Velveweg                                                                |       |       |
| Hellendoorn     | "De Reggenberg" klooster door zusters                                                         | 1952- |       |
| Hengelo         | Maria Mediatrix klooster Paters Maristen, Bornsestraat                                        | 1955- | 1955+ |
| Hengelo         | Karmalieten klooster, Annikweg                                                                |       |       |
| Oldenzaal       | Klooster van de Zusters Franciscanessen van Heythuysen, Gasthuisstraat                        | 1871  | 1972  |
| Oldenzaal       | Geschoeide Karmelietessen klooster, Lyceumstraat                                              |       |       |
| Oldenzaal       | Carmel klooster door de Karmelieten                                                           |       |       |
| Oldenzaal       | Agnesklooster                                                                                 |       | 1652  |
| Ootmarsum       | St. Radboud klooster van de Zusters van O.L. Vrouw van Amersfoort, Kloosterstraat 3 / Oostwal | 1855  | 1983  |
| Sibculo         | Het Galilea Major Klooster                                                                    | 1403- | 1579  |
| Slagharen       | De Eik klooster van de Zusters van het Arme Kind Jezus                                        | 1951- | 1980+ |
| Steenwijkerwold | Klooster van de Zusters van "De Voorzienigheid"                                               | 1894  | 1948  |
| Steenwijkerwold | Gerardus Majella van de Zusters van "De Voorzienigheid", Gelderingen                          | 1894  | 1948  |
| Steenwijkerwold | Mariënwold zusters, Geldringen                                                                | 1976- | 1979+ |
| Zenderen        | Zenderen klooster van de Karmelieten, Carmelietessenweg                                       | 1855  |       |
| Zenderen        | klooster van de Karmelieten, Hertmerweg                                                       |       |       |
| Zwolle          | zusterhuis bij het ziekenhuis de Wezelanden                                                   |       | 2017  |
| Zwolle          | klooster van de Dominicanen, Assendorperstraat 29                                             | 1890  |       |

### Utrecht
| plaats                | naam, organisatie(s) en archief | vanaf    | tot   |
| --------------------- | --- | -------- | ----- |
| Achterveld            | De Stoutenburg van de Franciscanen, Stoutenburgerlaan |          |       |
| Amersfoort            | Klooster van de Zusters van St. Jozef Amersfoort | 1881     |       |
| Amersfoort            | St. Louis klooster van de Broeders van Maastricht, Utrechtseweg 228                                                                                                   | 1917     | 1975  |
| Amersfoort            | Onze Lieve Vrouwe ter Eem klooster van de Zusters van O.L. Vrouw van Amersfoort, D. Fockemalaan                                                                       | 1933     |       |
| Amersfoort            | Klooster van de Kruisheren, Daam Fockemalaan | 1947     | 1999- |
| Amersfoort            | Maria klooster van de congregatie Onze Lieve Vrouw van Amersfoort, centrum Amersfoort onder andere Muurhuizen en Herenstraat (1860-1914) en Noorderwierweg 2 (1914- ) | 1860     | 19XX  |
| Baarn                 | Klooster van de Broeders van Amsterdam, Luitenant Generaal van Heutzlaan                                                                                              | 1958     | 1962  |
| Doorn                 | Beukenrode klooster van de Broeders van Onze-Lieve-Vrouw van Lourdes                                                                                                  | 1973-    | 1974+ |
| Driebergen            | Valentijn van de Ursulinen van de Romeinse Unie, Valentijn | 1947     | 1972  |
| Driebergen-Rijsenburg | Klooster van de Ursulinen, Ursulineweg |          |       |
| Driebergen-Rijsenburg | Arca Pacis Priorij van de benedictijnen, Engweg |          |       |
| Leusden               | Huize Don Bosco van de Salesianen van Don Bosco, Dodenweg | 1937     | 1982  |
| Maarssen              | Emmaus Priorij van de Augustijners op het buitengoed Doornburgh aan de vecht                                                                                          |          |       |
| Maarssen              | Karmelieten klooster, Breedstraat |          |       |
| Oudewater             | Sint-Franciscus klooster van de Zusters Franciscanessen van Bennebroek                                                                                                | 1887     |       |
| Soest                 | St. Joseph klooster van de Zusters van O.L. Vrouw van Amersfoort, Steenhoffstraat                                                                                     | 1869     | 1962  |
| Soesterberg           | klooster van de Missionarissen van het Goddelijk Woord, Amersfoortseweg 20 Landgoed 'De Eikenhorst'                                                                   | 1924     |       |
| Ugchelen              | Franciscanessen | 1923     |       |
| Utrecht               | Agnietenklooster (Utrecht) |          |       |
| Utrecht               | Andreasklooster (Utrecht) |          |       |
| Utrecht               | Antoniusklooster (Utrecht), nabij de Sint-Antoniuskerk (Utrecht) |          |       |
| Utrecht               | Sint-Barbaraklooster (Utrecht) |          |       |
| Utrecht               | Begijnhof (Utrecht) |          |       |
| Utrecht               | Klooster Bethlehem (Utrecht) (buiten de stadsmuren) |          |       |
| Utrecht               | Brigittenklooster (Utrecht) |          |       |
| Utrecht               | Catharijneconvent |          |       |
| Utrecht               | Ceciliaklooster (Utrecht) |          |       |
| Utrecht               | Cellebroedersklooster (Utrecht) |          |       |
| Utrecht               | Klooster Cenakel (Utrecht) |          |       |
| Utrecht               | Duitse Huis |          |       |
| Utrecht               | Hieronymusconvent (Utrecht) |          |       |
| Utrecht               | Jeruzalemklooster (Utrecht) |          |       |
| Utrecht               | Karmelietenklooster (Utrecht) |          |       |
| Utrecht               | Utrechtse kathedraalschool (Domschool) |          |       |
| Utrecht               | Maria Magdalenaklooster (Utrecht) (Magdalenaconvent) |          |       |
| Utrecht               | Mariëndaal (Utrecht) (verdwenen vrouwenklooster, buiten de stadsmuren)                                                                                                |          | 1244  |
| Utrecht               | Minderbroederklooster (Utrecht) |          |       |
| Utrecht               | Nieuwlicht (voormalig klooster der kartuizers, buiten de stadsmuren)                                                                                                  | ca. 1392 |       |
| Utrecht               | Sint-Nicolaasklooster (Utrecht) |          |       |
| Utrecht               | Paulusabdij (Utrecht), benedictijnenklooster |          |       |
| Utrecht               | Predikherenklooster (Utrecht) |          |       |
| Utrecht               | Regulierenklooster (Utrecht) (voormalig klooster van de bedelorde der zakbroeders)                                                                                    |          |       |
| Utrecht               | Sint-Servaasabdij (verdwenen vrouwenklooster) | ca. 1223 |       |
| Utrecht               | Sint-Stevensabdij (Utrecht) in Oudwijk (verdwenen vrouwenklooster, buiten de stadsmuren)                                                                              | ca. 1135 |       |
| Utrecht               | Sint Ursulaklooster (Utrecht) (Abraham Doleklooster) |          |       |
| Utrecht               | Vredendaal (Utrecht) (buiten de stadsmuren) |          |       |
| Utrecht               | Wittevrouwenklooster (Utrecht) (verdwenen vrouwenklooster, binnen de stadsmuren)                                                                                      | ca. 1240 |       |
| Utrecht               | Sint Jozef van de Fraters van Utrecht, Schorteldoeksesteeg | 1899-    | 1930+ |
| Utrecht               | Klooster van de Kleine Zusters van de Heilige Joseph van Heerlen, Admiraal Van Gentstraat                                                                             | 1931     | 1966  |
| Utrecht               | Hieronymushuis Zusters van Liefde van Tilburg, Maliesingel |          |       |
| Utrecht               | St. Aloysius zusterhuis door dochters van het Heilig Kruis | 1947-    | 1959+ |
| Utrecht               | het Arienskonvikt |          |       |
| Utrecht               | Augustijner klooster, Noordstraat |          |       |
| Utrecht               | Augustijner klooster, Rozenstraat |          |       |
| Woerden               | St Jozef en Maria Zusters Franciscanessen van Mariadal, (Verlengde) Havenstraat                                                                                       | 1933-    |       |
| Zeist                 | klooster van de Fraters van Utrecht, Kroostweg - Noord | 1947-    | 1968+ |
| Zeist                 | St. Jozef van de fraters van Utrecht, Kroostweg | 1946     | 1959  |

### Zeeland
| plaats                  | naam, organisatie(s) en archief | vanaf | tot   |
| ----------------------- | --- | ----- | ----- |
| Hansweert               | Maria-oord zusterhuis van de Dochters van Onze Lieve Vrouwe van het Hart, Kerkepad                                                         | 1938  | 1953  |
| Hulst                   | klooster, 's-Gravenhofplein |       |       |
| Hulst                   | van de Zusters Franciscanessen van Mariadal, Grote Markt 15                                                                                | 1852  | 1987  |
| Hulst                   | Baudeloo zusterhuis Zusters van Liefde, Markt                                                                                              | 1941- | 1985+ |
| Hulst                   | St. Jozef klooster Paters Maristen | 1911  | 1998  |
| Hulst                   | Communiteit Paters Maristen, Zandstraat | 1998  | heden |
| Hulst                   | Klooster van de Monialen van de Karmelieten, Carmelweg                                                                                     |       |       |
| Middelburg              | Aan de maagd Maria gewijd klooster van de Norbertijnen, thans onder andere staten van zeeland en prot. kerk                                | 1123  | 1574  |
| Noordgouwe              | klooster (de Berg) Sion | 1434  | 1568  |
| Scharendijke / Elkerzee | Bethlehem |       |       |
| Sint Anna ter Muiden    | Heilig Hart Ter Ruste (Huize Sacré Coeur) zusterhuis van de Dominicanessen van de H. Catharina van Siëna (van Engelendale) sinds 1928 daar | 1934  | 1987  |
| Sluis                   | Sint-Augustinus klooster van de Reguliere Kanunniken van Sint-Jan van Lateranen(C.R.L.), Sint Annastraat                                   | 1947  | 1974  |
| Sluiskil                | De Ark Priorij van de Benedictijnen, 4541 ED                                                                                               |       |       |

### Zuid-Holland
| plaats                  | naam, organisatie(s) en archief | vanaf | tot      |
| ----------------------- | --- | ----- | -------- |
| Achthuizen              | zusterhuis van de Zusters Franciscanessen van Bennebroek | 1865  | 1945     |
| Alphen aan den Rijn     | zusterhuis van de Zusters Franciscanessen van Oudenbosch |       |          |
| Bennebroek              | Sacré Coeur ('t Heilig Hart) zusterhuis van de Zusters Franciscanessen van Bennebroek | 1896  | 1919     |
| Bodegraven              | Sint-Joseph klooster van de Zusters Franciscanessen van Salzkotten, Van Tolstraat aan de Overtocht | 1875  | 1970     |
| Brielle                 | Sint Leonardus zusterhuis van de Zusters Franciscanessen van Aerdenhout, Venkelstraat 15 (1893-1951/4) | 1893  |          |
| Delft                   | Sint-Agathaklooster (Delft) |       |          |
| Delft                   | Sint-Agnesklooster (Delft) |       |          |
| Delft                   | Sint-Anneklooster (Delft) |       |          |
| Delft                   | Bagijnhof (Delft) |       |          |
| Delft                   | Sint-Barbaraklooster (Delft) |       |          |
| Delft                   | Kartuizerklooster Sint-Bartholomeus in Jeruzalem (Delft) |       |          |
| Delft                   | Cellebroedersklooster (Delft) |       |          |
| Delft                   | Sint-Claraklooster (Delft) |       |          |
| Delft                   | Sint-Hieronymusdal (Delft) |       |          |
| Delft                   | Klooster Koningsveld |       |          |
| Delft                   | Maria Magdalenaklooster (Delft) |       |          |
| Delft                   | Minderbroederklooster (Delft) |       |          |
| Delft                   | Sint-Ursulaklooster (Delft) |       |          |
| Delft                   | broederhuis Broeders van Ronse, Kantoorgracht (sloop 1979) | 1749  | 1957     |
| Delft                   | OLV Onbevlekt Ontvangen zusterhuis van de Zusters van Liefde van Tilburg, Kantoorgracht sloop 1979) | 1749  | 1957     |
| Den Haag                | zusterhuis van de Kleine Zusters van de Heilige Joseph van Heerlen, Mariastaat 2A Bezuidenhout (1907-1944), daarna Lange Lombardstraat (1946-1950) In 1950 verhuisd naar huis Maris Stella in Scheveningen | 1907  | 1950     |
| Den Haag                | Sociëteit van het H. Hart van Jezus zusterhuis van de Zusters van JMJ, Dr. Kuyperstraat | 1915  | 1965+    |
| Den Haag                | Groenenstein zusterhuis van de Zusters van Liefde van Tilburg | 1950- | 1970+    |
| Den Haag                | Groenenstein broederhuis van de Broeders van de Christelijke Scholen | 1950- | 1960+    |
| Den Haag                | Christus Koning, "Klein Katwijk" / 'Groot Katwijk' klooster Jezuïeten, Raamweg | 1928  | 1941     |
| Den Haag                | Heilige Johannes de Voorloper |       |          |
| Den Haag                | St. Vincentiusklooster | 1403  | 1574     |
| Dordrecht               | Minderbroedersklooster (franciscaner), Visstraat | 1248  | 1572     |
| Dordrecht               | Karmelieten klooster, Nolensweg |       | 2012     |
| Gorinchem               | Zusterhuis van de Zusters Franciscanessen van Bennebroek, Oude Lombardstraat | 1851  | 1880     |
| Hazerswoude             | klooster van de Karmelieten, Rijndijk 108 | 1907  | 2007     |
| Hillegom                | Zusterhuis Zusters van O.L. Vrouw van Amersfoort, Mariastraat | 1856  | 1991     |
| Katwijk                 | Sint Willebrordus Klooster, 1831 vanaf 1836 van de paters Jezuïeten tot 1928 en van de Franciscanen, Katwijk aan de Rijn                                                                                   | 1831  | 1959+    |
| Leiden                  | Ter Wetering van de Zusters Franciscanessen van de H. Elisabeth (1923-1978), Haagweg | 1920- | 1978     |
| Leiden                  | St. Margaretta van de Zusters Franciscanessen van de H. Elisabeth | 1923  | 1977+    |
| Leiden                  | Huize Weipoort van de kruisheren, Vrouwenweg 1 | 1965- | 1984+    |
| Monster                 | Zusterhuis van de Zusters Franciscanessen van Mariadal, Havenstraat | 1852  | 1994-    |
| Moordrecht              | Sint Jozef van de Zusters van "De Voorzienigheid", Oosteinde / IJsseldijk | 1913  | 1963     |
| Noordwijk               | "St. Jeroen" zusterhuis van de Zusters Franciscanessen, Wilhelminastraat | 1912  | 1949+    |
| Oegstgeest              | Duinzigt zusterhuis van de Zusters Franciscanessen van Mariadal, Rhijngeesterstraatweg | 1853  |          |
| Rijswijk                | Don Bosco van de Salesianen van Don Bosco, Julianaantje 24-26 | 1952  |          |
| Rotterdam               | Don Bosco van de Salesianen van Don Bosco Statenlaan | 1945- | 1969+    |
| Rotterdam               | "Dominicus Savio" zusterhuis van de zusters Dominicanessen van Voorschoten ( -1960) en de Zusters van O.L. Vrouw van Amersfoort (1960- ), Westersingel 40 later Heemraadssingel                            | 1940- | 1977+    |
| Rotterdam               | Maria Koningin der Harten (Regina Cordium) Dochters der Wijsheid, Afrikaanderplein | 1924  | 1968+    |
| Rotterdam               | "Sint Lucia" van de Zusters Franciscanessen van Bennebroek, (1897) Coolsingel, (1920) Aert van Nesstraat en (1958) Hennekijnstraat                                                                         | 1897  | 1958+    |
| Rotterdam               | Sint Magdalena zusterhuis van de Dominicanessen van het Allerheiligst Sacrament. Overschie | 1940- | 1940+    |
| Rotterdam               | Sint-Petrus van de Zusters Franciscanessen van Aerdenhout, Havenstraat 158 | 1924  | 1943     |
| Rotterdam-Hillegersberg | Franciscanessen | 1931  |          |
| Scheveningen            | "De Voorzienigheid", Oude Scheveningseweg 37 | 1867  | 1918     |
| Scheveningen            | Don Bosco van de Salesianen van Don Bosco, de Scheveningseweg | 1949- | 1973+    |
| Scheveningen            | Stella Maris van de Kleine Zusters van de Heilige Joseph van Heerlen (1950-1966), Scheveningseweg | 1950  | 1972+    |
| Schiedam                | Augustijner klooster, Laan van Spieringshoek. |       |          |
| Voorburg                | Zusterhuis, Oosteinde tegenover de St Maartenskerk |       |          |
| Voorburg                | Zusterhuis van het hospitaal Antoniushoven, Oosteinde |       |          |
| Voorhout                | Franciscanessen | 1906  |          |
| Voorhout                | broederhuis bij B.N.S. van de Broeders van Onze Lieve Vrouw van Zeven Smarten Amsterdam (Landgoed Schoonoord), Leidsevaart 2                                                                               | 1923  |          |
| Voorschoten             | Montforthuis der Montfortanen, aan de Haagsche Schouw Rijndijk (1951-1955), Beresteyn (1955-1968) | 1951  | 2001     |
| Voorschoten             | Onze Lieve Vrouwe van Lourdes van de Dominicanessen, Veurse(straat)weg 3 | 1878  | ca. 1970 |
| Warmond                 | Het Warmonderhek van de Broedercongregatie Onze-Lieve-Vrouw van Zeven Smarten Amsterdam, Oranje Nassaulaan                                                                                                 | 1950  | 1967     |
| Wassenaar               | Antoniushuis van de Zusters Franciscanessen | 1945- | 1960+    |
| Zoeterwoude             | De goede Herder van de Zusters van de Goede Herder, de Hoge Rijndijk | 1869- | 1972+    |
| Zwijndrecht             | Julia van de Zusters van O.L. Vrouw van Amersfoort, Burgemeester de Bruïnelaan 84 en nu Schipperskade 75                                                                                                   | 1924  | 1980     |

Gebruikte afkortingen:
- - = het jaar of eerder dan
- + = het jaar of later dan
- ref. = tot de reformatie/hervorming in Nederland (ca. 1580)
- R.K. = Rooms-Katholieke Kerk
- St. = Sint
- stg. = Stichting